# Université nationale de commerce et d'économie de Kiev
L'université nationale de commerce et d'économie de Kiev (UNCEK) (ukrainien : Київський національний торговельно-економічний університет (КНТЕУ); russe : Киевский национальный торгово-экономический университет (КНТЭУ); anglais : Kyiv National University of Trade and Economics (KNUTE) une des plus grandes et les plus prestigieuses universités en Ukraine.

## Histoire
L'histoire de l'université nationale de commerce et d'économie de Kiev remonte à la branche de l'Institut de correspondance de l'Union du commerce soviétique fondée en 1946. Avec la fondation du ministère du Commerce de l'URSS en 1958 et la subordination de tous les établissements d'enseignement situés sur le territoire de l'Ukraine au ministère du Commerce et conformément à la résolution sur le Conseil des ministres de l'Ukraine no 50 du 14 janvier 1959, la branche de Kiev a été placée sous le commandement de l'Institut du commerce soviétique de Kharkiv, puis plus tard la même année, de l'Institut du commerce soviétique de Donetsk.
En septembre 1965, Vasyl Zadorozhnyi, candidat aux sciences (économie) a été nommé directeur de la branche. Le directeur adjoint est devenu candidat aux sciences (économies) Olexsiy Kolchin. Un besoin urgent dans des spécialistes hautement qualifiés pour la sphère commerciale a entraîné la création sur la base de la branche d'un établissement d'enseignement supérieur indépendant. Par la résolution du Conseil des ministres de l'URSS no 195 du 4 mars 1966 sur la base de l'Institut Donetsk du commerce soviétique, l'Institut de commerce et d'économie de Kyiv a été fondée, comprenant les affiliations d'Odessa et de Chernivetskyi. L'Institut comprenait 4 facultés : faculté de commerce, faculté d'économie, faculté technologique et faculté d'amélioration de qualification.
En octobre 1966, Tamara Skirda, candidate aux sciences (philosophie) a été nommée rectrice de KITE. Le plan de construction initié par T. Skirda comprenait la construction du complexe de l'Institut, comprenant l'équipe - complexe de laboratoire, dortoirs, complexe alimentaire, salle d'assemblage. Lev Bespalyi, Vasilyi Yorelkin, Vladymir Jvanitsky, Mykhail Melman, Alexey Kolchin, Anna Rudavska est devenue le principal équipe scientifique et pédagogique de l'Institut.
Pour fournir le processus de formation par le personnel enseignant hautement qualifié, la faculté d'études post-universitaires et le conseil scientifique spécialisé sur la thèse des candidats ont été fondés.
En 1986-1987, le recteur de l'université était docteur en sciences (économie), professeur Ivan Mayboroda, et Victor Nevesenko était le recteur en 1988-1990.
En novembre 1991, Anatolii Mazaraki a été nommé recteur de l'université.
Par le décret no 592 du 29 août 1994 du Cabinet des ministres d'Ukraine, l'établissement d'enseignement a été converti en l'Université de Kiev de l'université de commerce et d'économie. En avril 1994, l'Institut a obtenu le plus haut degré d'accréditation de l'IVe Etat. En août 1994, l'Université de commerce et d'économie d'état de Kyiv a été fondée sur la base de l'Institut de commerce et d'économie de Kiev.
Par le décret du président de l'Ukraine no 1059/2000 du 11 septembre 2000, l'université a obtenu le statut d'université nationale.

## Chronologie des changements de nom
Historiquement, le nom de l'université a souvent changé en fonction de son rattachement, de sa réorganisation ou de l'octroi d'un statut par le gouvernement ou le président.
- 1946-1959 - Filiale de Kyiv de l'Institut pansoviétique d'enseignement par correspondance du commerce soviétique
- 1959-1959 - Filiale de Kyiv de L'Institut du commerce soviétique de Kharkiv
- 1959-1966 - Filiale de Kyiv de L'Institut du commerce soviétique de Donetsk
- 1966-1994 - Institut de commerce et d'économie de Kyiv (ICEK)
- 1994-2000 - université d'État de commerce et d'économie de Kyiv (UECEK)
- 2000-2022 - université nationale de commerce et d'économie de Kyiv (UNCEK)
- depuis 2022 - université d'État de commerce et d'économie (UECE)[6]

Le dernier changement de nom a eu lieu en raison d'une réorganisation requise par des changements législatifs. En 2025, l'université s'attend à recevoir à nouveau le statut national par le Président de l'Ukraine, ce qui entraînerait un nouveau changement de nom en Université nationale de commerce et d'économie (UNCE).

## Sciences
La sphère de la science dans l'université est une composante essentielle de son activité innovante. Les orientations des recherches scientifiques sont définies selon les priorités nationales du développement de la science et de l'éducation par rapport au profil d'activité de l'Université. La plupart d'entre eux visent à :
- résoudre les problèmes de développement du roulement des marchandises, du commerce, de la gestion du développement du marché des consommateurs;
- Formant la politique économique étrangère d'Ukraine;
- Développement d'un environnement concurrentiel dans les conditions d'un modèle économique innovant;
- L'amélioration de la méthodologie de la gestion des investissements dans l'innovation dans des conditions de développement économique durable, l'efficacité du fonctionnement du système budgétaire;
- Le développement du marché des affaires hôtelières et touristiques en Ukraine, l'assurance de la qualité et la sécurité des produits[1].

## Structure
Les six facultés font partie de l'université nationale de commerce et d'économie de Kiev :
- Faculté de commerce international et droit
- Faculté d'économie, de gestion et de psychologie
- Faculté de commerce et de marketing
- Faculté des finances et des banques
- Faculté de comptabilité, de vérification et de systèmes d'information
- Faculté de restauration, hôtellerie et tourisme

Le campus de Kiev est un complexe unique qui se situe sur le territoire de 17 ha, qui comprend 6 bâtiments académiques, bibliothèque, 6 dortoirs, 2 installations sportives, stade de football moderne, 2 cantines, 7 cafétérias, 2 salles de concert.
18 subdivisions régionales : 6 instituts d'enseignement, 9 collèges et 3 écoles commerciales spécialisées spécialisées situées à Vinnytsa, Kharkiv, Chernivtsi, Kiev, Kolomiya, Zhytomyr, Khmelnytskyi, Uzhgorod, Odessa, etc.,.
Le Système certifié de gestion de la qualité fonctionne efficacement à l'université nationale de commerce et d'économie de Kiev conformément à la norme internationale ISO 9001:2015 depuis 2017.

## Diplômes de maîtrise en anglais
Les étudiants de l'enseignement universitaire dans les programmes de maîtrise de langue anglaise :
- Économie internationale
- Gestion de l'activité économique étrangère
- Gestion financière
- Gestion du tourisme
- Commerce international de tourisme
- Gestion du commerce
- Gestion de l'hôtel et du restaurant
- Commerce international de l'hôtel[12]

## Partenaires en France
- Université d'Auvergne (Clermont-Ferrand)
- ESCP Europe (Paris)
- Audencia (Nantes)
- Le Cordon Bleu International (Paris)
- Université Paris-Est-Créteil-Val-de-Marne, UPEC (Paris)
- Université Grenoble-Alpes (Grenoble)
- Lyceeum de gestion d'hôtellerie et de restauration (Paris)[13]
- Magna Charta Universitatum
- Erasmus Mundus
- Erasmus+
- Tempus
- Jean Monnet Programme[1]